# 田沼意次
田沼意次（日语：／ Tanuma Okitsugu，1719年9月11日—1788年8月25日），幼名龙助，是日本江户时代中期的旗本、大名，江户幕府老中，远江相良藩初代藩主，相良藩田沼家初代家督。后世通常将其任幕府老中、参与幕府事务的时期称为田沼时代。

## 生涯

### 出生
作为田沼氏的长男，田照意次于1719年（享保四年）7月27日，在江户本乡的弓町屋敷出生。意次出生前，其父田沼意行为求子而皈依七面大明神。意次出生后，意行为感谢七面大明神，将家纹改成了七曜星。继承家督前，田沼意次陪伴在德川吉宗身边。德川家重时期，意次被提拔为西丸小姓，1735年（享保二十年）继承其父的600石领地。

### 相良藩主時代
1737年（元文二年），意次成为从五位下主殿头。1745年（延享二年），家重就任征夷大将军时出仕本丸。1748年（宽延元年）加封一千四百石，1755年（宝历五年）加封三千石领地。1758年（宝历八年）成为一万石的大名。
德川家重逝世后，田沼意次得到其子德川家治的深厚信任，如破竹般晋升。1767年（明和四年）从御侧御用人升迁到御用人，加赠五千石。之后晋升为从四位下，成为相良城城主。1769年（明和六年）从侍从升到老中格。1772年（安永元年），成为相良藩五万七千石大名，同时兼任老中。多次的加封使得他所拥有的领地不仅包括远江国的相良，还包括骏河国，下总，相模，三河，和泉，河内七国十四郡。

### 田沼时代
在老中首座松平武元等幕僚的帮助下，田沼意次着手进行幕政改革，因而这一时期也被后世称为田沼时代。为遏制幕府的财政恶化趋势，田沼意次采取重商主义的政策，他允许商人间组成株仲间，实行铜座专卖制，开发矿山，策划开发虾夷地，通过俵物的专卖扩大与外国的贸易，并着手下总国印旛沼的开垦工程。这一系列的政策遏制了幕府财政恶化的趋势，使社会出现繁荣的现象。同时也使社会出现了资本主义萌芽，城市的百姓以及官员的生活逐渐变得以金钱为中心，这导致了贿赂的盛行。
此外在町人文化发展的同时，日益衰弱的农业使得贫困的农民放弃田地，进入城市，农村开始荒废。而印旛沼运河工程的失败以及明和大火，浅间山喷发等自然灾害的发生，导致农村发生了大规模的饥荒（天明大饑荒）。意次在制定对策时，无法逆转事态的发展。
在田沼时代，与外国贸易的黑字使得国内存储有大量的黄金。不仅如此，与北方的俄罗斯帝国进行贸易。除此之外，田沼意次大力保护兰学，尝试打破士农工商的等级制度，以实力为标准招纳人才。一系列激进的政策招来重视身份制度和朱子学的幕阁的反对。

### 失权与去世
1784年（天明四年）其子田沼意知在江户城内被旗本佐野政言暗杀，此后意次的权势开始减弱。1786年（天明六年）8月25日，将军家治去世。在反田沼派和一桥家的策划下，田沼意次被迫于两天后的8月27日辞去老中一职，被下放到雁之间。10月5日，田沼意次在德川家治时代获加増的二万石被没收，同时其在大坂蔵屋敷的财产被没收，江户的府邸也交还幕府。此后，意次被下令蛰居，并再次被减封。相良城被破坏，城内所储藏的黄金被彻底没收。此外，他的三个孩子全部过继做养子，其孙龙助被转封到陆奥的一万石领地。
1788年（天明八年），田沼意次在江户逝世，享年七十岁。

## 人际关系
仙台藩医工藤平助为让幕府預做准备，抵擋俄罗斯的威胁，献上一本叫做赤虾夷风说考的书，并在天明3年（1783年）献上给田沼意次。这件事成为田沼意次开发虾夷地的原因。田沼为成立虾夷地调查团，首先聘请了本多利明，但是本多利明主动辞退，代之以本多利明推荐的最上德内。
田沼非常看重作为发明家的平贺源内，他曾在荷兰商人居住的出岛与平贺源内会面。在平贺源内杀人一事发生后，田沼意次否定了他与平贺源内的关系。如果平贺源内没有杀人的话，田沼意次的虾夷地勘察的负责人将会是平贺源内。

## 政策
为振兴货币经济，吉宗时期提倡勤俭节俭,幕府的财政支出的减少，并强制征税对象的农民节俭，通过榨取农民的收入，使得幕府财政大幅度改善，但增税也同时导致家重时代农民起义频发。
田沼意次的经济政策使得在市面上流通的货币流通速度得到控制，并且活跃了经济。然后根据对商人征税使幕府的财政健全化的有目的的说法有力。反过来意次刺激了经济，扩大了内需，这一结果是向获利的商人课税就成为了可能。

### 虾夷地开发
田沼意次为调查虾夷地，组建了幕府的探险队。探险队的成员有青岛俊藏，最上德内，大石逸平，庵原弥六以及其他。并且，进行虾夷地的开发调查事宜的还有勘定奉行松本秀持，勘定组头土山宗次郎。幕府为虾夷地开发提供了大量的资金。但是并没有什么成果。田沼意次下台后，松平定信终止了作为田沼政策一部分的虾夷地开发。那时，幕府为虾夷地近海频繁出现的俄罗斯舰船感到不安。于是着手开始虾夷地的天领化，并开始在北方警备。

### 相良藩藩政
田沼意次成为御侧御用取次的宝历八年，成为了相良1万石的大名。那时候因郡上一揆而改易的本多忠央是相良的前领主，而那时的相良只有阵屋，之后在明和4年（1767年）取得了建造城的许可，升至城主格，从第二年开始建造相良城，到完成时一共用了11年。意次把相良城的建造全权委托给家老井上伊织。1780年（安永9年）完成时已62岁的意次以检查的名义回到自己的领地。特别被许可建造天守，由专业的北条流军事家须藤治郎兵卫担任，建造三重望楼的天守阁。而最终意次所领的领地增至五万七千石。
意次为在江户定府进行幕政职务的工作，在领地的藩政中明确町方役人和村方役人的统治，并在领地配置城代和领国家老等担当藩政的家臣。除了以上提及的天守阁的建造以外，在城下町的改造，之后被称为田沼街道的从东海道藤枝宿到相良的分岔路的整备，以及相良港的整备，给予补助金奖励制砖业，火灾的对策等城市基础建设的方面倾注了大量精力。意次曾调查郡上一揆的起因以及裁定，明白一味增加民众的年贡是行不通的，因此在家训中写明禁止增加农民的年贡。他采取殖产兴业政策，奖励养蚕，种植野漆树，推动制盐业的发展，整备食粮储备制度。这一系列的政策使得藩政安定，百姓安居乐业。

## 任职履历
- 享保19年（1734年） - 成为德川家重的小姓。
- 元文2年（1737年） - 担任从五位下主殿头。
- 延享4年（1747年） - 小姓组番头。
- 宽延元年（1748年）闰10月1日 - 小姓组番头、调任奥勤。加赠1400石。另外担任小姓組番头格奥勤。
- 宝历元年（1751年）4月18日 - 调任为御侧御用取次侧众。
- 宝历5年（1755年） - 加赠石高3,000石。知行合計5,000石。
- 宝历8年（1758年） - 加赠石高5,000石。成为1万石的大名。被命令出席评定所、调查美浓郡上一揆的审理。被赐予远江相良的领地。
- 宝历10年（1760年） - 第九代将军家重隐退、德川家治成为第10代将军。意次御用取次留任。
- 宝历12年（1762年） - 加赠石高5,000石、合计1万5,000石。
- 明和4年（1767年）7月1日 - 调任为御用人，升任从四位下，加增石高5000石，合计2万石。成为远江国相良2万石的领主。
- 明和6年（1769年）8月18日 - 调任为老中格、兼任御用人以及侍从，加增石高5000石。
- 明和9年（1772年）1月15日 - 调任为老中。加增石高5,000石，合計3万石。
- 安永3年（1774年）8月 - 杉田玄白出版《解体新書》
- 安永6年（1777年）4月21日 - 加封石高7,000石。
- 天明元年（1781年）4月2日 - 元年。7月15日、加增石高1万石。合计4万7,000石。12月15日、田沼意知成为奏者番。
- 天明5年（1785年）1月21日 - 加封石高1万石。合計石高5万7,000石。
- 天明6年（1786年）8月27日 - 被免去老中依愿御役。收回石高2万石。
- 天明7年（1787年）10月2日 - 收回石高3万7,000石，并被迫蛰居。

## 田沼意次登场的作品
以主人公身份登场的小说
- 山本周五郎『栄花物語』（1953年） - 1983年に森繁久彌主演でドラマ化（TBS）。
- 村上元三『田沼意次』（1985年）
- 佐藤雅美『主殿の税』（1988年）
- 平岩弓枝『魚の棲む城』（2002年）
- 高任和夫 『青雲の梯』（2009年）

以配角身份登场的小说
- 井上ひさし『表裏源内蛙合戦』
- 池波正太郎『剑客生涯』シリーズ
- 佐伯泰英『居眠り磐音 江戸双紙』シリーズ

漫画
- みなもと太郎 『風雲児たち』 - 意次の台頭から失脚までを丁寧に、かつ好意的に扱っている。
- 吉永史『大奥』

电影
- 紫頭巾（1958年 东映 演员：山村聰）

电视连续剧
- 天下御免（1971年、NHK金曜時代劇 演者：仲谷昇）
- 紫頭巾（1972年、東京12チャンネル 演者：渥美国泰）
- 剑客生涯（加藤剛・山形勲版）（1973年，富士电视台 演员：松村達雄）
- 闇を斬れ（1981年、关西电视台 演者：三國連太郎）
- 剑客生涯（加藤剛・中村又五郎版）（1982年、富士电视台 演者：小沢栄太郎）
- 翔んでる!平賀源内（1989年、TBSナショナル劇場 演者：藤岡琢也）
- 快傑黒頭巾（1990年、TBS  演员：长门裕之）
- 大江戸捜査網 平成第1シリーズ（1991年 东京电视台 演者：藤岡琢也）
- 大江戸捜査網 平成第2シリーズ（1992年 东京电视台 演者：青木義朗）
- 殿さま風来坊隠れ旅（1994年、朝日电视台 演者：遠藤太津朗）
- 八代将军吉宗（1995年、NHK大河剧 演者：小林健）
- 風光る剣〜八嶽党秘聞（1997年、NHK正月时代剧、演者：津川雅彦）
- 剑客生涯（藤田まこと・渡部篤郎→山口馬木也版）（1998年、フジテレビ 演者：平幹二朗）
- 剑客生涯（北大路欣也・斎藤工版）（2012年、フジテレビ 演者：國村隼）
- 大江戸捜査網2015〜隠密同心、悪を斬る!（2015年、东京电视台、演者：瑳川哲朗）
- 陽炎の辻 完結編〜居眠り磐音 江戸双紙〜（2017年、NHK正月時代劇、演者：長塚京三）
- 風雲児たち 〜蘭学革命篇〜（2018年、NHK正月時代劇、演者：草刈正雄）
- 大奧（2023年、NHK、演者：當真Ami→松下奈緒）
- 大奧（2024年、富士電視台、演者：安田顯）
- 豈有此理〜蔦重繁華如夢故事〜（2025年、NHK大河劇、演：渡邊謙）